# نوک‌داسی دم‌نخودی
نوک‌داسی دم‌نخودی (نام علمی: Eutoxeres condamini) نام یک گونه از سرده گوشه‌گیرهای نوک‌داسی است.